# 李俊 (程序员)
李俊（1982年—），网名“武汉男孩”，中国大陆电脑骇客、软件工程师，熊猫烧香病毒编写者。

## 早期阶段
据他的家人以及朋友介绍，他在初中时英语和数学成绩都很不错，但还是没能考上高中，中专在娲石职业技术学校就读，学习的是水泥工艺专业，毕业后曾上过网络技术职业培训班，他朋友讲他是“自学成才，他的大部分电脑技术都是看书自学的”。2004年李俊到北京、广州的网络安全公司求职，但都因学历低的原因遭拒，于是他开始抱着报复社会以及赚钱的目的编写病毒了。他曾在2003年编写了病毒“武汉男生”，2005年他还编写了病毒QQ尾巴，并对“武汉男生”版本更新成为“武汉男生2005”。

## 编写熊猫烧香病毒

### 发展
2006年10月16日，李俊开始编写熊猫烧香病毒，并建立了病毒更新服务器，在更新最勤时一天要对病毒更新升级8次，与俄罗斯反病毒软件卡巴斯基反病毒库每3小时更新一次的更新速度持平，所以凭借更新的速度杀毒软件很难识别此计算机病毒的多种变种。李俊是将此病毒在网络中卖给了120余人，每套产品要价500～1000元人民币，每日可以收入8000元左右，最多时一天能赚1万余元人民币，作者李俊因此直接非法获利10万余元。然后由这120余人对此病毒进行改写处理并传播出去的，这120余人的传播造成100多万台计算机感染此病毒，他们将盗取来的网友网络游戏以及QQ帐号进行出售牟利，并使用被病毒感染沦陷的机器组成“僵尸网络”为一些网站带来流量。
有人通过对此毒脱壳后的特征码分析發現有「whboy」的标识，而此標識也曾出現在2004年的一隻病毒“武汉男生”上，所以该病毒也被称为“武汉男生”，通过查看李俊的早期作品可以看到他的QQ号码以及他建立的网站信息，有了这些信息，侦破案件的湖北公共信息网络安全监察的工作就容易了许多。

### 案件的侦破
2007年2月12日，湖北省公安厅宣布，李俊以及其同伙共8人落网。
被逮捕的几位重要犯罪嫌疑人资料：
| 姓名   | 性別 | 到案年齡 | 住所         | 出生              |
| ------ | ---- | -------- | ------------ | ----------------- |
| 李俊   | 男   | 25岁     | 武汉新洲区人 | 1982年（42—43歲） |
| 雷磊   | 男   | 25岁     | 武汉新洲区人 | 1982年（42—43歲） |
| 王磊   | 男   | 22岁     | 山东威海人   | 1985年（39—40歲） |
| 叶培新 | 男   | 21岁     | 浙江温州人   | 1986年（38—39歲） |
| 张顺   | 男   | 23岁     | 浙江丽水人   | 1984年（40—41歲） |
| 王哲   | 男   | 24岁     | 湖北仙桃人   | 1983年（41—42歲） |

2007年9月24日，湖北省仙桃市人民法院一审以破坏计算机信息系统罪判处李俊有期徒刑四年、王磊有期徒刑二年六个月、张顺有期徒刑二年、雷磊有期徒刑一年，并判决李俊、王磊、张顺的违法所得予以追缴。

## 出狱后发展
李俊出狱后，直奔北京，希望和一些大企业接触后能找到一份稳定的IT业工作。在腾讯科技和长江商报的协助下，李俊和雷磊拜访了当时的金山安全公司，获得一份民间“安全观察员”证书。金山安全曾有意让李俊加盟做客服，不过，区区3千元的工资让李俊无法接受。其他安全厂商如瑞星、奇虎、江民对李俊的拜访都显得冷淡，其中一家公司直接拒绝李俊的拜访后因其才华受到一家浙江老板赏识，于2010年和张顺一起在浙江丽水开始经营一家企业网络安全软件公司。
2010年，经媒体推荐，熊猫安全公司与李俊逐步建立了沟通。随后，熊猫安全公司和其分销商软众信息共同决定，邀请李俊加盟熊猫安全，并决定在四川成都这个“熊猫之家”，共同认养熊猫，并启动“熊猫缘 · 共筑和谐网络”公益活动。12月10日，李俊来到成都，携手熊猫安全公司、买软件网共同认养了一只大熊猫，并宣布启动一项公益活动：为中国1万家企业提供免费云安全服务。

## 再度被捕
2011年，张顺结识了丽水莲都区人徐建飞。2人决定成立一家网络公司，靠开发出售棋牌类游戏软件盈利。然而，公司运行并不顺利。2011年4月，李俊加入徐建飞、张顺，在苍南架设服务器，利用互联网经营起了“金元宝棋牌”网络游戏平台，并在平台上开设了“牛牛”、“梭哈”等赌博游戏程序供游戏玩家参与赌博。为了获取更大的利益，徐建飞等人在游戏平台之外，通过发展吴聪培等银商向玩家以高售低收的方式，将虚拟币兑换成人民币。2011年4月至2012年5月，“金元宝棋牌”网络游戏平台非法获利800余万元，涉及赌资7600余万元。
2012年，中华人民共和国公安部在全国严打网络赌博，他们的一举一动被警方掌握，并固定了相关证据。2012年年底到2013年1月，17名犯罪嫌疑人相继落网。2013年6月13日晚，据“丽水发布”官方微博消息，“熊猫烧香”病毒制造者张顺、李俊在浙江丽水设立网络赌场，已被当地检察机关批捕。2014年，张顺、李俊被法院以开设赌场罪分别判处有期徒刑五年和三年，并分别处罚金20万元和8万元。一同被提起公诉的其余24名被告人，也被法院以犯开设赌场罪分别判处相应刑罚。2015年中旬，李俊再次出狱。